# Station Głogów Małopolski
Station Głogów Małopolski is een spoorwegstation in de Poolse plaats Głogów Małopolski.